# Champagne-Mouton
Pour les articles homonymes, voir Champagne.
Champagne-Mouton est une commune du Sud-Ouest de la France, située dans le département de la Charente (région Nouvelle-Aquitaine).
Ses habitants s'appellent les Champenois et Champenoises.

## Géographie

### Localisation et accès
Située dans le Nord-Est du département de la Charente à 43 km d'Angoulême, au sud du Poitou et aux portes de l'Angoumois, la commune de Champagne-Mouton est la seconde du canton du même nom par la superficie, et la première en population.
Champagne-Mouton, à 20 km ouest de Confolens est un gros bourg situé à mi-distance entre Ruffec (17 km) et Confolens, et aussi à proximité de Saint-Claud (12 km), de Mansle (22 km), de Chasseneuil (19 km), de Charroux (17 km) ainsi que de Civray (20 km). Poitiers est à 66 km et Limoges à 68 km.
La principale route est la D 740 de Confolens à Ruffec qui dessert le bourg de Champagne-Mouton. Il s'en détache la D 28 de Champagne-Mouton à Saint-Claud, et la D 177 de Champagne-Mouton au Bouchage.

### Lieux-dits et hameaux
Quelques hameaux sont à citer : Chez Carton, sur la route de Beaulieu-sur-Sonnette ; Chez Pouvaraud, dans le Sud de la commune ; la Rudie ; la Mitonie, sur la route de Benest ; Clavachon, autrefois siège d'un fief peu important ; Chez Godin, dans le Sud-Ouest de la commune ; la Ressource, près de l'Argent ; la Garenne et les Mérigeauds, sur la route de Confolens ; la Chaise, dans l'extrême Nord de la commune.

### Communes limitrophes
| Vieux-Ruffec       | Benest           |                 |
| Nanteuil-en-Vallée | Champagne-Mouton | Saint-Coutant   |
| Chassiecq          | Turgon           | Le Vieux-Cérier |

### Géologie et relief
Géologiquement, la commune occupe un plateau ondulé et assez boisé, calcaire du Jurassique du Bassin aquitain, recouvert de dépôts détritiques argilo-siliceux du Tertiaire en provenance du Massif central,,.
La variété des types de sols (calcaires, argileux, sableux) permet la présence d'une grande variété de flore calcicole ou calcifuge. Le châtaignier, le chêne pédonculé et la brande dominent les boisements sur les plateaux argilo-siliceux alors que les buis et les chaumes apparaissent sur les coteaux calcaires calloviens et bajociens.
Le relief de la commune est celui d'un plateau d'une altitude moyenne de 160 m. Ce plateau est coupé par les vallées encaissées de l'Argent et de l'Or.
Le point culminant de la commune est à une altitude de 194 m, situé dans le bois des Pigeries au nord. Le point le plus bas est à 115 m, situé le long de l'Argentor sur la limite ouest près du viaduc. Le bourg de Champagne-Mouton, sur la rive sud de l'Argent, s'étage entre 140 et 160 m d'altitude.

Panorama de Champagne-Mouton.

### Hydrographie

#### Réseau hydrographique

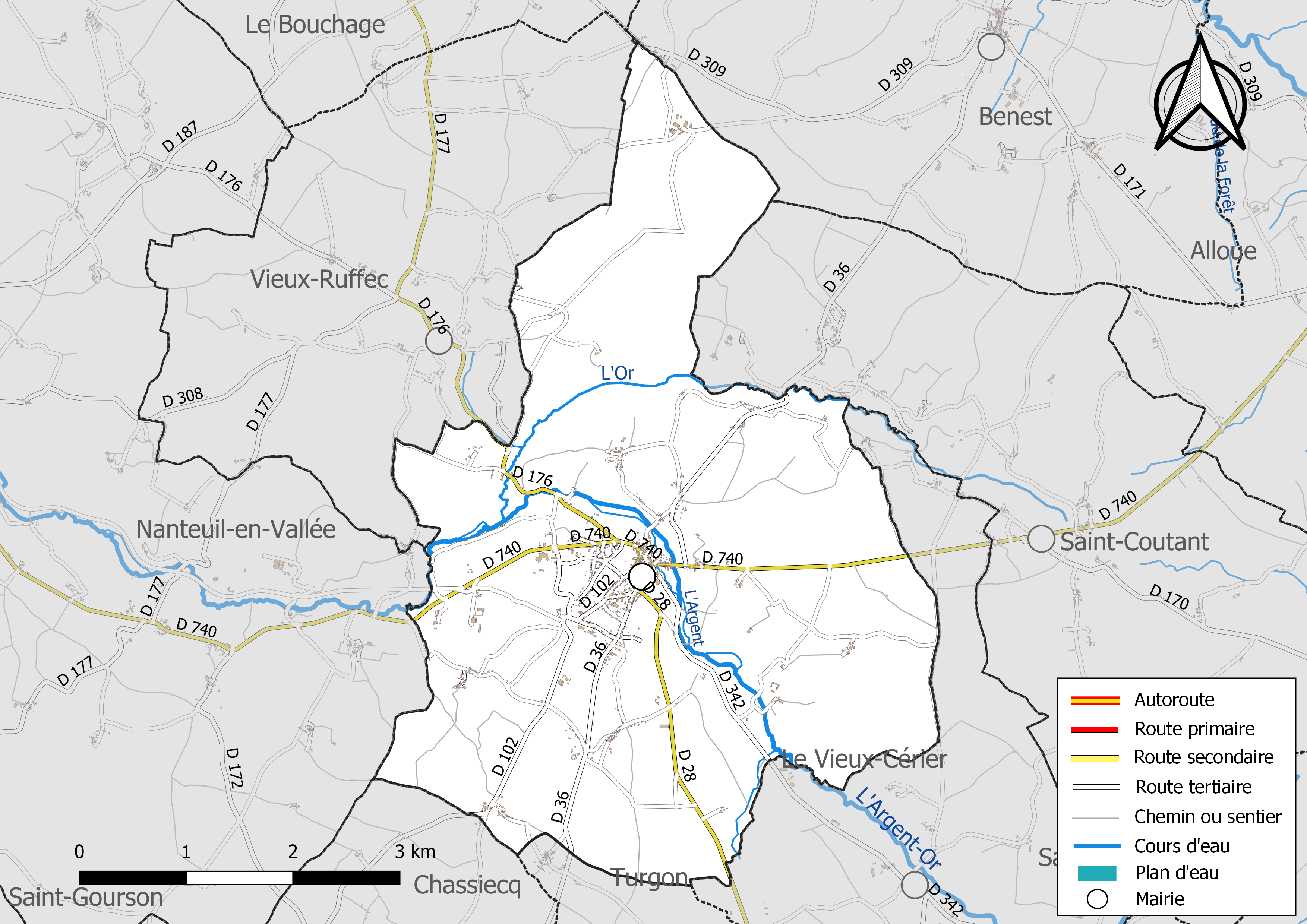
Réseaux hydrographique et routier de Champagne-Mouton.

La commune est située dans le bassin versant de la Charente au sein  du Bassin Adour-Garonne. Elle est drainée par l'Argent-Or, un bras de l'Argent, un bras de l'Argent, l'Argent, l'Argent-Or et par deux petits cours d'eau, qui constituent un réseau hydrographique de 14 km de longueur totale,.
L'Argent-Or, qui doit son nom à la limpidité de ses eaux, sort d'un petit étang, dans le sud de la commune de Saint-Coutant et passe au pied du château de Champagne-Mouton. L'Or, aux eaux rouillées, vient également de la commune de Saint-Coutant, passe plus au nord et rejoint l'Argent deux kilomètres en aval de Champagne-Mouton. La réunion de ces deux cours d'eau forme l'Argentor, qui va rejoindre la Charente en face de Chenon.
On trouve aussi le long de l'Argent quelques fontaines, comme celles de Juyers et du Coux en amont, et une autre en face du bourg, à la Ressource.

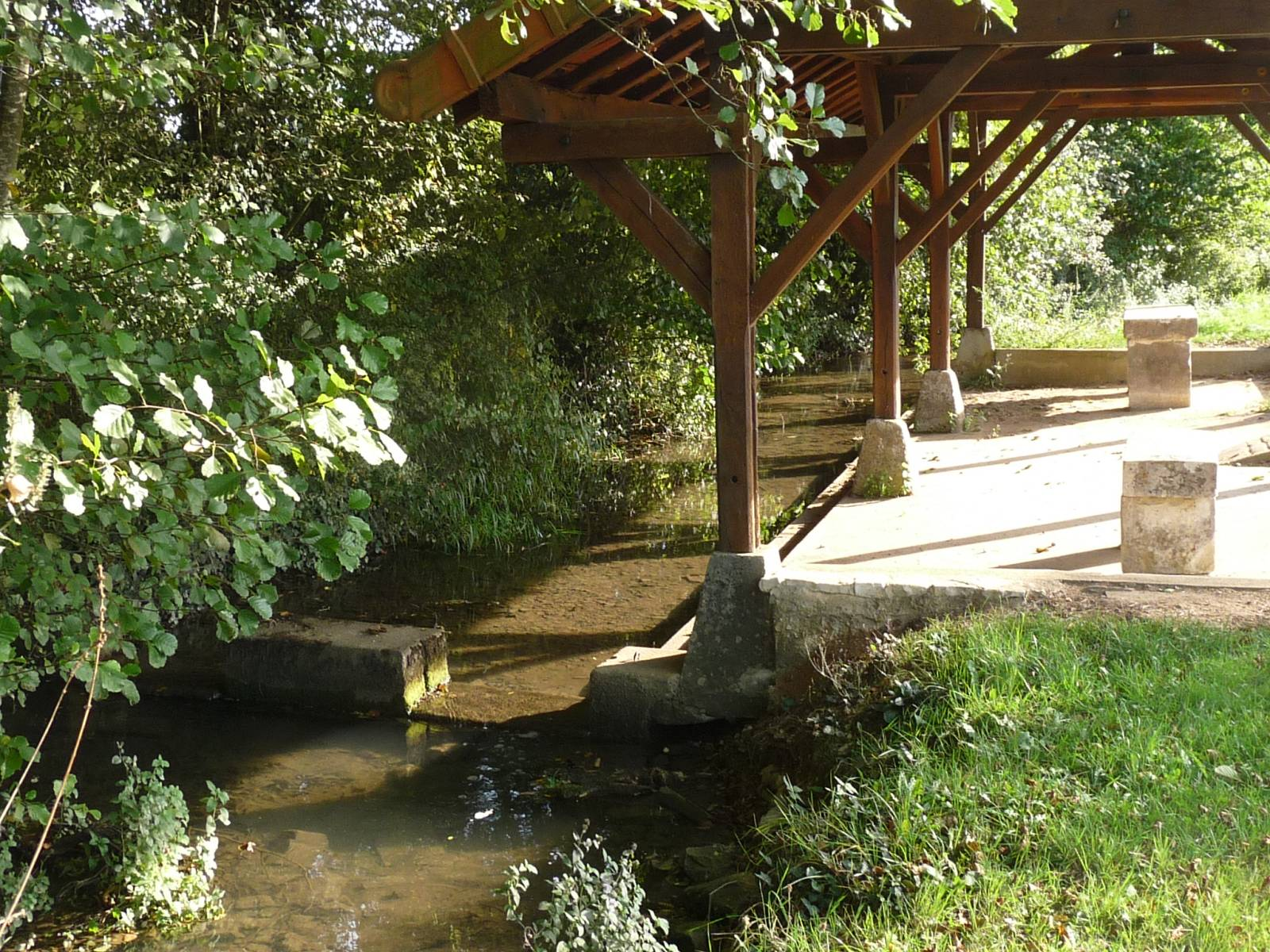
L'Argent au lavoir de la Chenau.
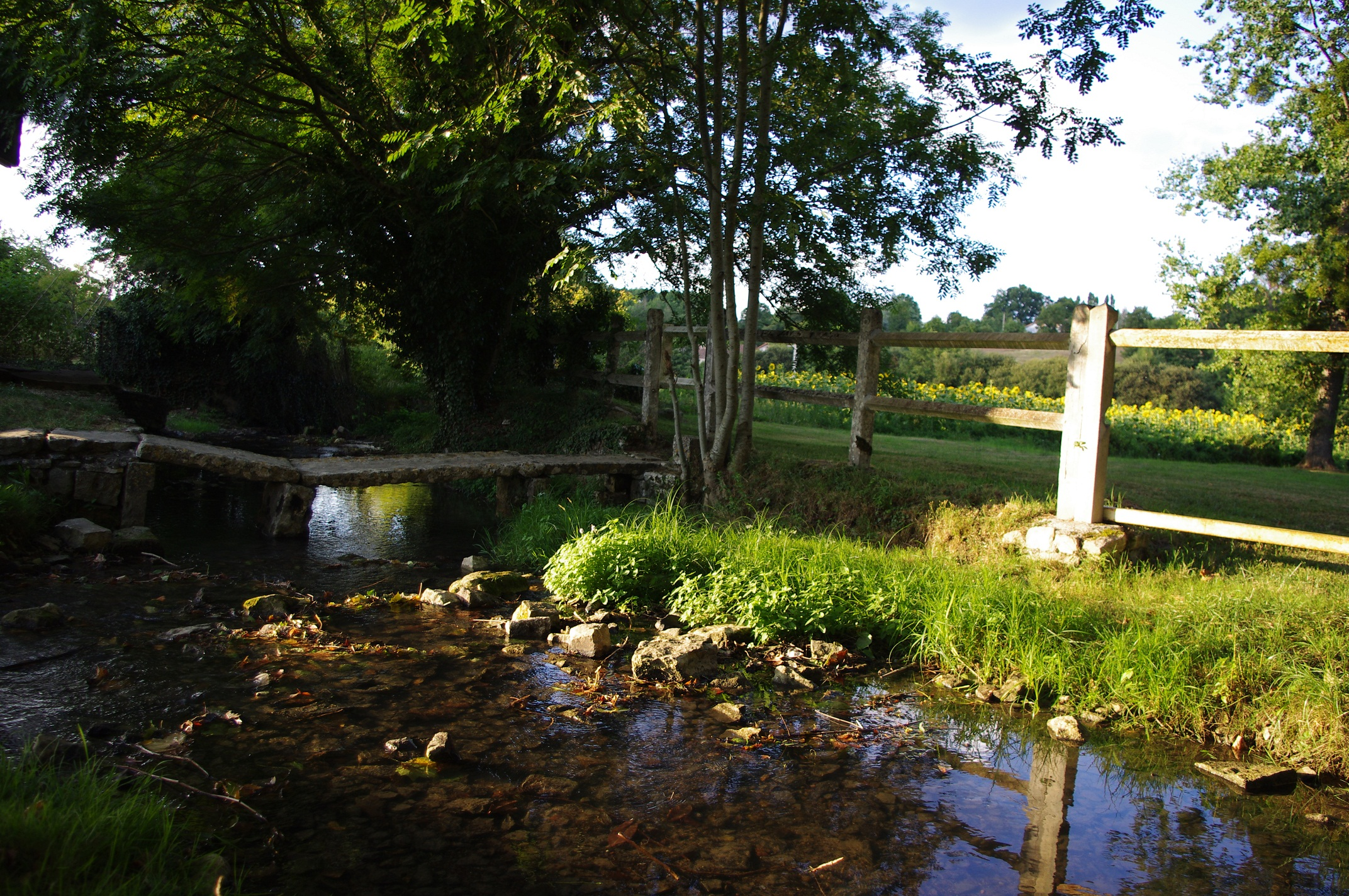
Un petit pont en pierre sur l'Argent.
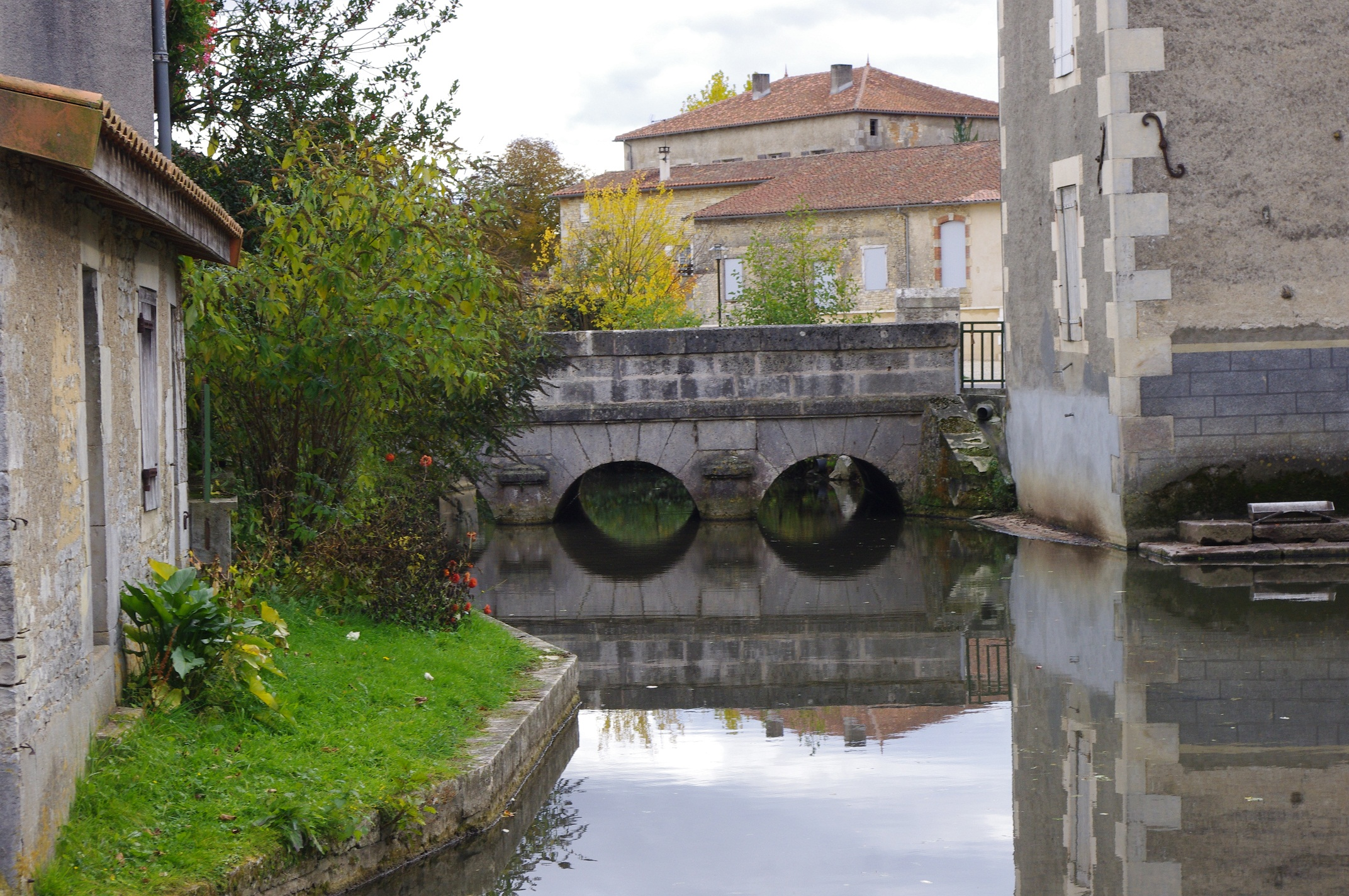
L'Argent dans le bourg.
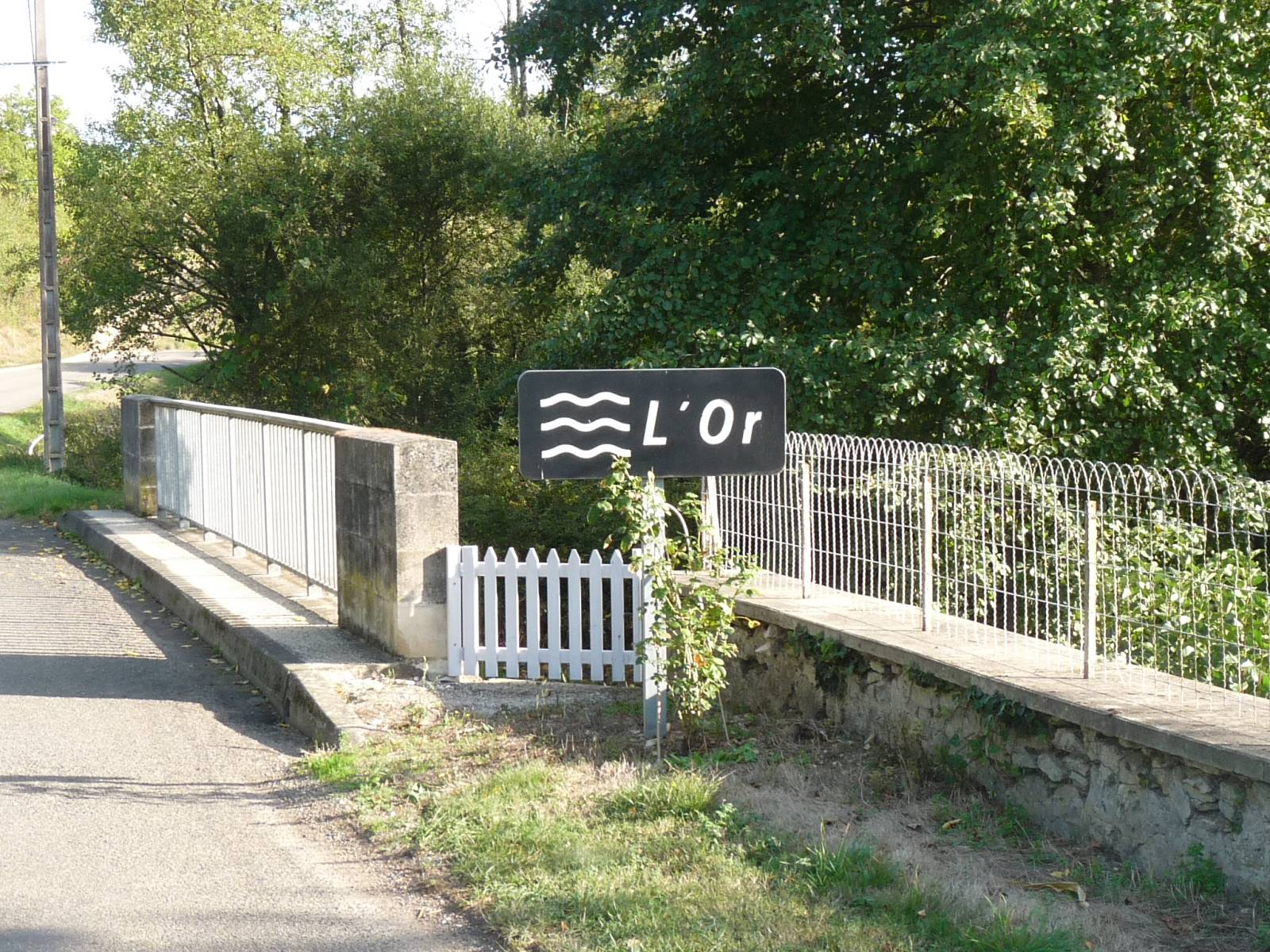
L'Or au pont de Toulat.

#### Gestion des cours d'eau
Le territoire communal est couvert par le schéma d'aménagement et de gestion des eaux (SAGE) « Charente ». Ce document de planification, dont le territoire correspond au bassin de la Charente, d'une superficie de 9 300 km2, a été approuvé le 19 novembre 2019. La structure porteuse de l'élaboration et de la mise en œuvre est l'établissement public territorial de bassin Charente. Il définit sur son territoire les objectifs généraux d’utilisation, de mise en valeur et de protection quantitative et qualitative des ressources en eau superficielle et souterraine, en respect des objectifs de qualité définis dans le troisième SDAGE  du Bassin Adour-Garonne qui couvre la période 2022-2027, approuvé le 10 mars 2022.

### Climat
Comme dans les trois quarts sud et ouest du département, le climat est océanique aquitain, légèrement dégradé au nord du département aux abords du seuil du Poitou.

## Urbanisme

### Typologie
Au 1er janvier 2024, Champagne-Mouton est catégorisée commune rurale à habitat dispersé, selon la nouvelle grille communale de densité à 7 niveaux définie par l'Insee en 2022.
Elle est située hors unité urbaine et hors attraction des villes,.

### Occupation des sols
L'occupation des sols de la commune, telle qu'elle ressort de la base de données européenne d’occupation biophysique des sols Corine Land Cover (CLC), est marquée par l'importance des territoires agricoles (66,1 % en 2018), en diminution par rapport à 1990 (67,7 %). La répartition détaillée en 2018 est la suivante : 
prairies (32,6 %), forêts (27,9 %), terres arables (23,5 %), zones agricoles hétérogènes (10 %), zones urbanisées (4,5 %), milieux à végétation arbustive et/ou herbacée (1,4 %). L'évolution de l’occupation des sols de la commune et de ses infrastructures peut être observée sur les différentes représentations cartographiques du territoire : la carte de Cassini (XVIIIe siècle), la carte d'état-major (1820-1866) et les cartes ou photos aériennes de l'IGN pour la période actuelle (1950 à aujourd'hui).

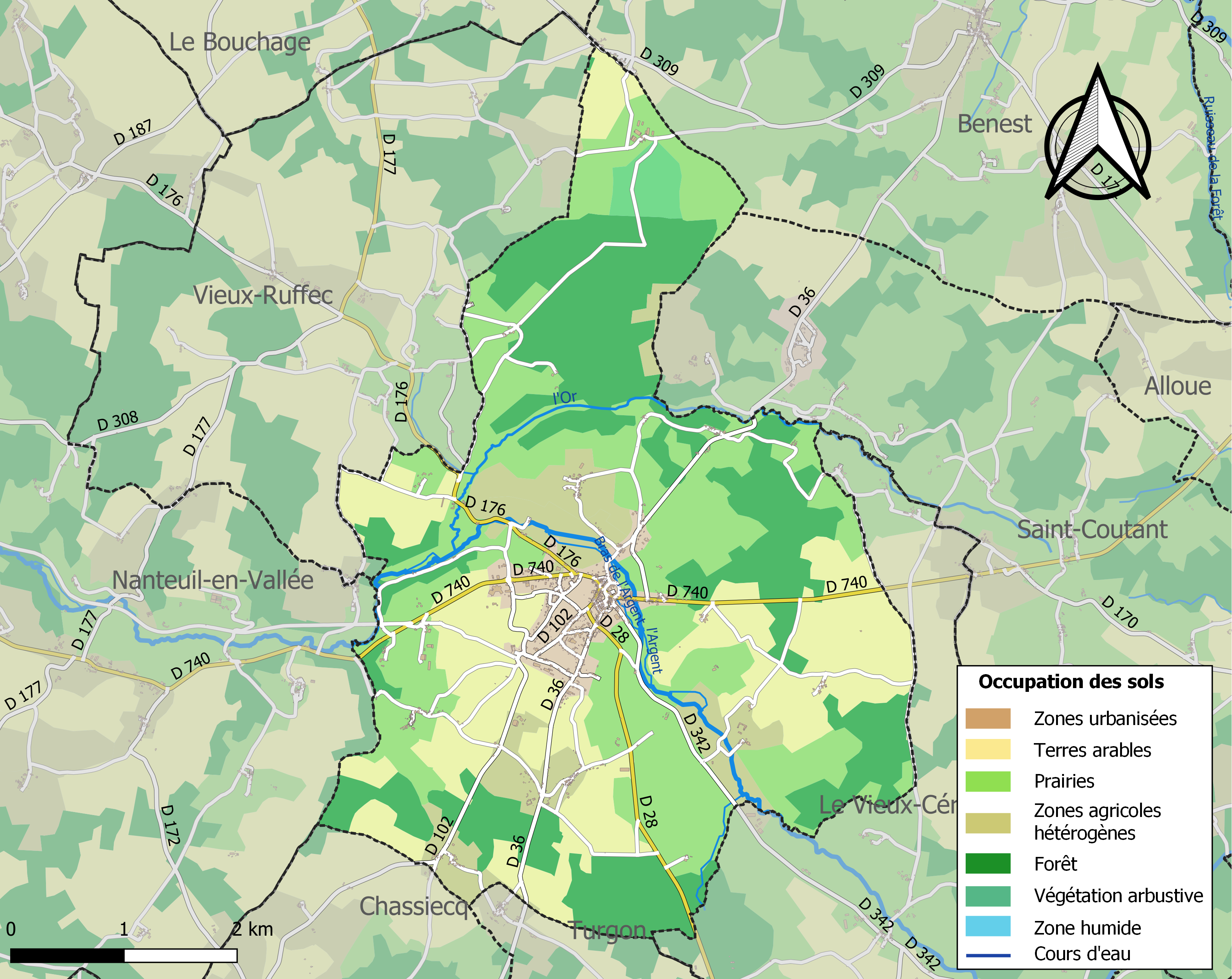
Carte des infrastructures et de l'occupation des sols de la commune en 2018 (CLC).

### Risques majeurs
Le territoire de la commune de Champagne-Mouton est vulnérable à différents aléas naturels : météorologiques (tempête, orage, neige, grand froid, canicule ou sécheresse), inondations et séisme (sismicité faible). Un site publié par le BRGM permet d'évaluer simplement et rapidement les risques d'un bien localisé soit par son adresse soit par le numéro de sa parcelle.
Certaines parties du territoire communal sont susceptibles d’être affectées par le risque d’inondation par débordement de cours d'eau et par ruissellement et coulée de boue, notamment l'Argent-Or. La commune a été reconnue en état de catastrophe naturelle au titre des dommages causés par les inondations et coulées de boue survenues en 1982, 1983 et 1999,.

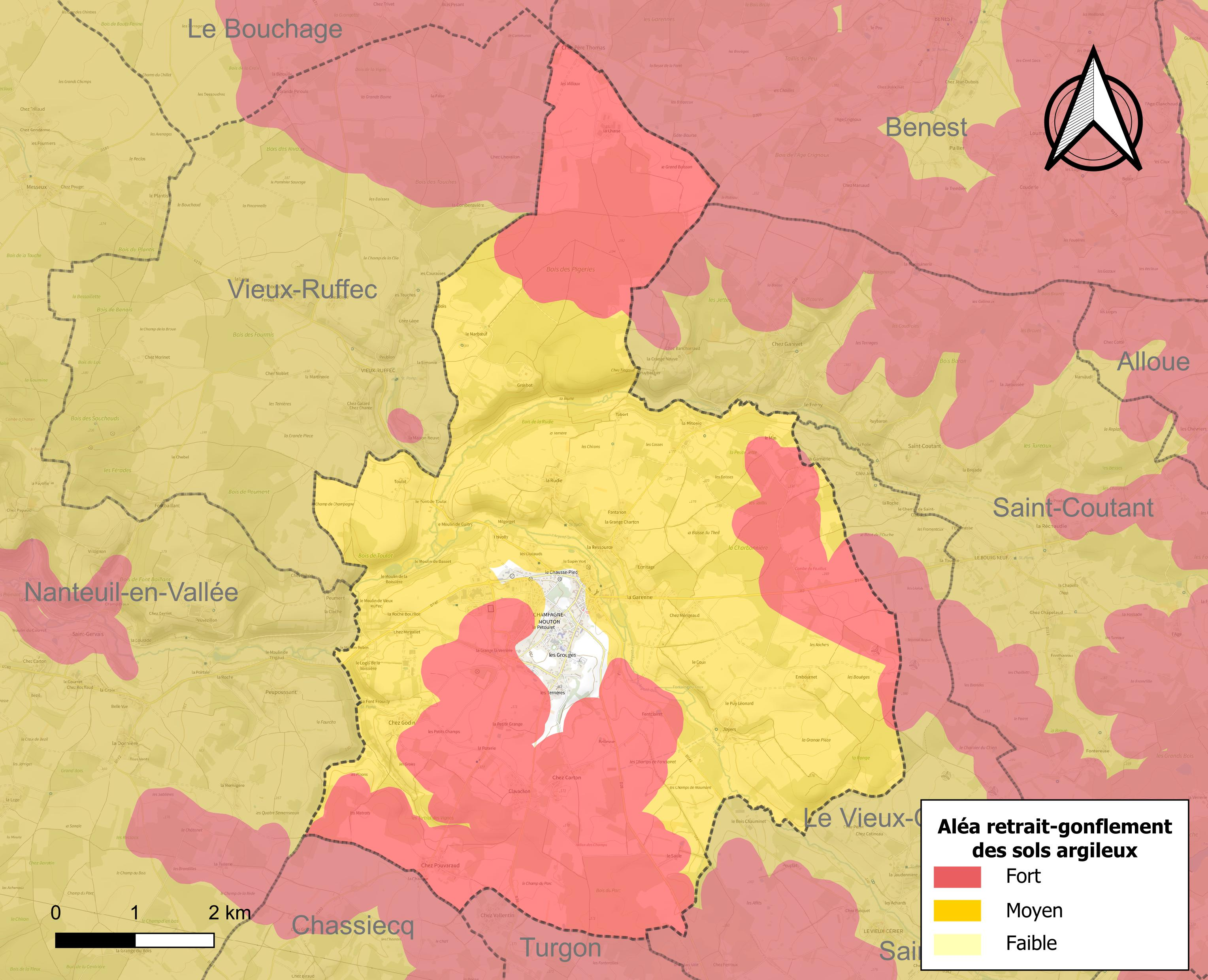
Carte des zones d'aléa retrait-gonflement des sols argileux de Champagne-Mouton.

Le retrait-gonflement des sols argileux est susceptible d'engendrer des dommages importants aux bâtiments en cas d’alternance de périodes de sécheresse et de pluie. 96,9 % de la superficie communale est en aléa moyen ou fort (67,4 % au niveau départemental et 48,5 % au niveau national). Sur les 597 bâtiments dénombrés dans la commune en 2019, 374 sont en aléa moyen ou fort, soit 63 %, à comparer aux 81 % au niveau départemental et 54 % au niveau national. Une cartographie de l'exposition du territoire national au retrait gonflement des sols argileux est disponible sur le site du BRGM,.
Par ailleurs, afin de mieux appréhender le risque d’affaissement de terrain, l'inventaire national des cavités souterraines permet de localiser celles situées dans la commune.
Concernant les mouvements de terrains, la commune a été reconnue en état de catastrophe naturelle au titre des dommages causés par la sécheresse en 2005 et 2011 et par des mouvements de terrain en 1999.

## Toponymie
Une forme ancienne est Campania au début du XIVe siècle.
L'origine du nom de Champagne-Mouton remonterait à un nom de propriétaire Mouton et du latin campania désignant une plaine ou une terre fertile, ce qui correspondrait à la « plaine de Mouton »,.

### Limite linguistique
Le dialecte de la commune est le marchois, sous-dialecte du limousin, lui-même dialecte de l'occitan, et est en limite avec le poitevin, langue d'oïl, au nord-ouest,.
Situé aux confins de la langue d'oïl et la langue d'oc, le canton de Champagne-Mouton connaît un patois original faisant des emprunts inégaux aux deux langues déclinées[Quoi ?] d'ouest en est du canton. Cela s'explique peut-être par la position de frontière historique de ce territoire tiraillé entre Poitou et Angoumois, à proximité de la Marche et du Limousin.
Si l'accent reste d'oïl, des tournures annoncent le passage au parler intermédiaire marchois et à la langue d'oc limousine qui se rencontre aux environs de Confolens. Cependant, la francisation a gagné au siècle dernier et tend à repousser les tournures les plus anciennes au profit du français régional d'oïl. Globalement, si l'usage du patois recule, il reste tenace chez les plus anciens.
Champagne-Mouton se nomme Champanha-Molton en occitan marchois et Champaign'-Mouton en poitevin (vieux français[Quoi ?]).

## Histoire
Champagne-Mouton est, dès le Moyen Âge, le siège d'une seigneurie ayant droit de haute, moyenne et basse justice, et relevant de la tour Maubergeon, à Poitiers. Cette seigneurie est importante et sa juridiction s'étend, en tout ou partie, sur 12 paroisses.
Le château de Champagne-Mouton est mentionné dès le début du XIVe siècle dans un pouillé du diocèse de Poitiers. Mais ce premier château est probablement rasé pendant la guerre de Cent Ans ; car celui qui le remplace, et qui existe encore aujourd'hui, ne remonte pas au-delà de la deuxième moitié du XVe siècle.
La seigneurie de Champagne-Mouton est, dès le XIVe siècle, une des nombreuses possessions de la famille de La Rochefoucauld. Le premier membre de cette famille qui soit mentionné comme seigneur de Champagne-Mouton, est Guy VII de La Rochefoucauld, qui meurt en 1350, laissant de son mariage avec Agnès de Culant, de nombreux enfants, dont Geoffroi et Eymery III ; Geoffroi est seigneur de Verteuil et Eymeri conserve Champagne-Mouton.
En 1427, son petit-fils, Foulques est encore seigneur de Champagne-Mouton, lors de son mariage avec Jeanne de Rochechouart.
Peu de temps après, la seigneurie de Champagne est érigée en baronnie et passe entre les mains de la famille de La Chambre, d'origine écossaise (Chambers).
Christin et son fils Nicole de La Chambre sont certainement parmi les compagnons de Jeanne d'Arc, et assistent au sacre du roi Charles VII à Reims. Ils possèdent également la terre de Villeneuve-la-Comtesse, donnée par le roi à Christin. La famille de La Chambre conserve la baronnie de Champagne jusque vers la fin du XVIe siècle.
En 1601, la baronnie de Champagne-Mouton revient dans la famille de La Rochefoucauld, en la personne de Charles de Roye de La Rochefoucauld, comte de Roucy, baron de Verteuil et de Montignac.
Le dernier seigneur de Champagne ayant séjourné au château est vraisemblablement la duchesse douairière de La Rochefoucauld, qui y vient en 1780.
Le lieu-dit Fontclairet correspond à un ancien fief dépendant de la baronnie de Champagne-Mouton qui, dans un acte de 1579, est nommé Ferraboeuf et appartient à la famille de Goret. Le fief de Fontclairet passe au XVIIe siècle par mariage à Girard de Sallignac, écuyer, seigneur de La Guerlie.
Champagne-Mouton qui faisait partie du Poitou est inclus dans le département de la Charente en 1793.
Champagne-Mouton, de 1913 à 1949 se trouvait au croisement de deux lignes de chemin de fer, l'une reliant Ruffec à Roumazières, l'autre, à voie métrique, reliant Confolens à Angoulême et dont le train était surnommé le petit Mairat du nom du conseiller général de Champagne-Mouton, Paul Mairat, qui avait fortement soutenu ce projet. La gare a depuis été transformée en scierie.
Champagne-Mouton fut située en 1940 en zone occupée tout près de la ligne de démarcation. Elle fut le siège d'une Kommandantur allemande, proche du château. Le maquis fut actif dans cette région comme dans l'ensemble du département, à proximité de la zone libre, notamment le maquis Foch. De nombreux monuments et stèles rappellent dans la campagne environnante le souvenir des personnes tombées sous le feu de l'ennemi.
Les armoiries de Champagne-Mouton sont blasonnées en deux parties.
La partie gauche représente les armes de la famille de La Rochefoucauld "burelé d'argent et d'azur aux trois chevrons de gueules brochant sur le tout".
La partie droite celles de la famille "de La Chambre" (ou "Chambers", d'origine écossaise et dont le nom a été francisé sous Charles VII), dont on retrouve le blason au plafond de la nef de l'église Saint-Michel de Champagne-Mouton "D'azur au chevron d'or, accompagné de trois têtes de lion arrachées d'or lampassées de gueules, posées deux et un"[réf. nécessaire].

## Administration

### Municipalité
Crée commune et chef-lieu de canton de Champagne en 1793 elle est devenue Champagne-Mouton en 1801.
| Période        | Période      | Identité          | Étiquette | Qualité                        |
| -------------- | ------------ | ----------------- | --------- | ------------------------------ |
| septembre 1944 | mai 1945     | Albert Chadoutaud |           |                                |
| mai 1945       | octobre 1947 | Germain Allemand  |           |                                |
| octobre 1947   | mai 1953     | Roger Guérin      |           |                                |
| mai 1953       | juillet 1970 | Victor Leveque    |           |                                |
| juillet 1970   | mars 2001    | Jack Jouaron      | DVD       | Médecin, Conseiller général    |
| mars 2001      | 2014         | Gérard Desouhant  | DVG       | Professeur, Conseiller général |
| mars 2014      | mai 2020     | Pascale Jouaron   | DVG       | Vétérinaire                    |
| mai 2020       | En cours     | Benoît Gagnadour  | SE        | Avocat                         |

### Canton
Champagne-Mouton est chef-lieu du Canton de Champagne-Mouton.

### Intercommunalité
La commune appartient à la communauté de communes du Confolentais, elle-même adhérente au syndicat mixte du pays de Charente-limousine avec la CDC de Haute-Charente.

### Budget et fiscalité
La fiscalité est d'un taux de 16,05 % sur le bâti, 44,78 % sur le non bâti, et 6,87 % pour la taxe d'habitation. La taxe professionnelle communale s'élève à 8,92 % (chiffres 2008).

## Démographie

### Évolution démographique
L'évolution du nombre d'habitants est connue à travers les recensements de la population effectués dans la commune depuis 1793. Pour les communes de moins de 10 000 habitants, une enquête de recensement portant sur toute la population est réalisée tous les cinq ans, les populations de référence des années intermédiaires étant quant à elles estimées par interpolation ou extrapolation. Pour la commune, le premier recensement exhaustif entrant dans le cadre du nouveau dispositif a été réalisé en 2005.

En 2022, la commune comptait 877 habitants, en évolution de −1,35 % par rapport à 2016 (Charente : −0,48 %, France hors Mayotte : +2,11 %).
| 1793 | 1800  | 1806 | 1821 | 1831  | 1841  | 1846  | 1851  | 1856  |
| ---- | ----- | ---- | ---- | ----- | ----- | ----- | ----- | ----- |
| 892  | 1 155 | 899  | 966  | 1 135 | 1 222 | 1 268 | 1 301 | 1 307 |

| 1861  | 1866  | 1872  | 1876  | 1881  | 1886  | 1891  | 1896  | 1901  |
| ----- | ----- | ----- | ----- | ----- | ----- | ----- | ----- | ----- |
| 1 248 | 1 224 | 1 142 | 1 201 | 1 286 | 1 268 | 1 270 | 1 187 | 1 142 |

| 1906  | 1911  | 1921  | 1926  | 1931  | 1936  | 1946  | 1954  | 1962  |
| ----- | ----- | ----- | ----- | ----- | ----- | ----- | ----- | ----- |
| 1 501 | 1 230 | 1 114 | 1 167 | 1 170 | 1 182 | 1 187 | 1 184 | 1 139 |

| 1968  | 1975 | 1982 | 1990  | 1999 | 2005 | 2006 | 2010 | 2015 |
| ----- | ---- | ---- | ----- | ---- | ---- | ---- | ---- | ---- |
| 1 063 | 938  | 975  | 1 012 | 984  | 982  | 987  | 963  | 901  |

| 2020 | 2022 | - | - | - | - | - | - | - |
| ---- | ---- | - | - | - | - | - | - | - |
| 879  | 877  | - | - | - | - | - | - | - |

### Pyramide des âges
La population de la commune est relativement âgée.
En 2018, le taux de personnes d'un âge inférieur à 30 ans s'élève à 18,4 %, soit en dessous de la moyenne départementale (30,2 %). À l'inverse, le taux de personnes d'âge supérieur à 60 ans est de 50,7 % la même année, alors qu'il est de 32,3 % au niveau départemental.
En 2018, la commune comptait 392 hommes pour 486 femmes, soit un taux de 55,35 % de femmes, largement supérieur au taux départemental (51,59 %).
Les pyramides des âges de la commune et du département s'établissent comme suit.
| Hommes | Classe d’âge | Femmes |
| ------ | ------------ | ------ |
| 2,6    | 90 ou +      | 9,7    |
| 11,5   | 75-89 ans    | 18,1   |
| 32,3   | 60-74 ans    | 26,3   |
| 20,3   | 45-59 ans    | 21,8   |
| 10,7   | 30-44 ans    | 9,0    |
| 12,2   | 15-29 ans    | 6,2    |
| 10,4   | 0-14 ans     | 8,8    |

| Hommes | Classe d’âge | Femmes |
| ------ | ------------ | ------ |
| 1      | 90 ou +      | 2,7    |
| 9,2    | 75-89 ans    | 12     |
| 20,6   | 60-74 ans    | 21,3   |
| 20,7   | 45-59 ans    | 20,3   |
| 16,8   | 30-44 ans    | 16     |
| 15,6   | 15-29 ans    | 13,4   |
| 16,1   | 0-14 ans     | 14,3   |

### Remarques
La commune montre une grande stabilité de sa population au cours des deux derniers siècles.

## Économie

### Agriculture
L'agriculture est orientée vers la polyculture-élevage. La production laitière reste importante sur le canton et il existe une coopérative laitière cantonale à Saint-Coutant. Le paysage résulte de cette activité agricole, et est un véritable patchwork de bois, de champs cultivés et de prairies.

### Industrie
Il y a eu à Champagne-Mouton une carrière de pierre calcaire et deux fours à chaux construits en 1932 situés entre les hameaux de la Ressource et de la Rudie, en bordure de route, entre l'Argent et la carrière de calcaire.
Les industries présentes dans la commune sont essentiellement une usine (de type quincaillerie) ainsi qu'une entreprise de recyclage de déchets électroniques. Le bois constitue une ressource locale qui a permis le développement de scieries et d'ébénisteries.

### Commerces
Les commerces de proximité y sont diversifiés, avec une supérette, un marchand de matériaux, un magasin de vêtements, un bureau de tabac ou encore une boulangerie et deux bar-restaurants.
Parmi les artisans, on compte des professions également diversifiées ; électriciens, peintres, menuisiers, ébénistes, plombiers, plusieurs garages, un taxi, ainsi que plusieurs coiffeurs.

## Équipements, services et vie locale
La commune qui est chef-lieu de canton, bénéficie encore de plusieurs services et équipements publics, assurant ainsi la pérennité de son développement.

### Enseignement
Le collège d'enseignement secondaire de l'Argentor regroupe, en 2011, environ 180
élèves de la 6e à la 3e répartis dans huit classes,.
Champagne-Mouton possède une école élémentaire comprenant quatre classes ainsi qu'une école maternelle.

### Services
Un bureau de la Poste, une caserne des pompiers et des permanences de la brigade de gendarmerie le mardi et le vendredi matin, et tous les 7 le matin assurent un minimum de services publics de proximité.
Il existe aussi un service d'ADMR (aide à domicile).

### Sports et activités
La commune héberge un club de football.
Les équipements sportifs se composent de deux stades de football (dont un homologué pour les compétitions régionales), un plateau omnisports, un gymnase polyvalent, un terrain de tennis, et un terrain de pétanque.
De plus, des pistes d'escalade sont aménagées sur le viaduc de Saint-Gervais, et un rocher artificiel d'escalade est également présent dans l'enceinte du collège.

### Marchés
Le marché se tient sur la place du château les mardis et vendredis non fériés.
La foire mensuelle se tient le 7 du mois, sur la place des Halles.

### Vie culturelle
Un tissu associatif dense permet à la commune de bénéficier de nombreuses manifestations culturelles. Nous pouvons citer le Comité des Fêtes de la commune, le  Centre d'Animation et de Loisirs du canton de Champagne-Mouton, la société de chasse, le club du troisième âge...
Une grande salle des fêtes peut accueillir d'importantes manifestations. Elle est complétée d'une petite salle des fêtes, dite « salle de l'amicale », anciennement équipée pour la projection de films.

### Santé
Il y a deux médecins, une infirmière, un kinésithérapeute, une pharmacie et une maison de retraite.

### Cultes
La messe se tient tous les dimanches (sauf le troisième dimanche du mois) à l'église Saint-Michel.

### Environnement
La gestion de l'eau est assurée par les services municipaux.
La gestion des déchets est assurée par Calitom (les vendredis les sacs jaunes, les mardis les sacs noirs) et une déchèterie (située aux Granges Gagnars) accueille les déchets spéciaux.
Enfin, des bornes de collecte à verre sont situées sur le Champ de Foire, la place du Château, derrière la salle des fêtes, et à la déchèterie.

### Évènements
- Le motoclub des orchidées organise tous les ans entre mars et avril, l'enduro de l'Argentor, sur le canton de Champagne-Mouton. Les meilleurs pilotes français viennent s'affronter sur un parcours de 80 km environ qui sillonnent les forêts et la vallée de l'Argentor (Champagne-Mouton, Benest, Vieux-Ruffec, St-Gervais, Messeux, Nanteuil-en-Vallée, St-Coutant). Quelques passages spectaculaires sont ainsi devenus célèbres (Viaduc de Peument, bourbier de Milgorget, mur de Tabort, gué de Toulat, coteaux de Chez Garnaud)[41].
- Le Comité des fêtes organise depuis 2010 et tous les deux ans, une fête de village sur le thème des années 1900-1930, l'occasion pour la population de vivre le temps d'un week-end au rythme du début du siècle[39].

## Lieux et monuments

### Patrimoine religieux
L'église Saint-Martin, située à l'intérieur de l'enceinte du château, paroissiale après avoir été chapelle seigneuriale a été détruite entre le XVIe et XVIIe siècles. Il en reste le portail, et plusieurs statues, une qui se trouve dans l´église de Vieux-Ruffec, une qui est la propriété d'un particulier et une statuette mutilée découverte dans l´Argent, qui représente un personnage, et qui est conservée par la Communauté de communes.
L'église Saint-Michel dont le portail provient de l'église Saint-Martin date du XIIe siècle. La chapelle et le portail sont inscrits monument historique depuis 1948. L'église a été rénovée au XIXe siècle.

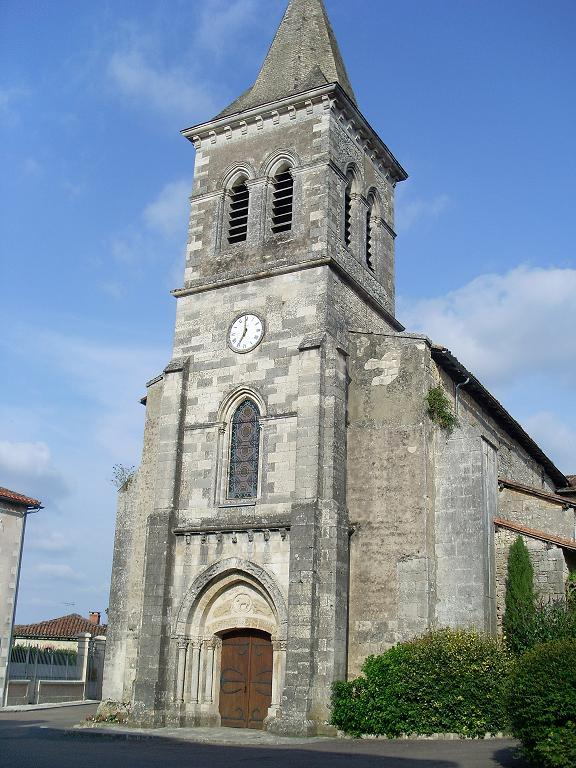
Église Saint-Michel.
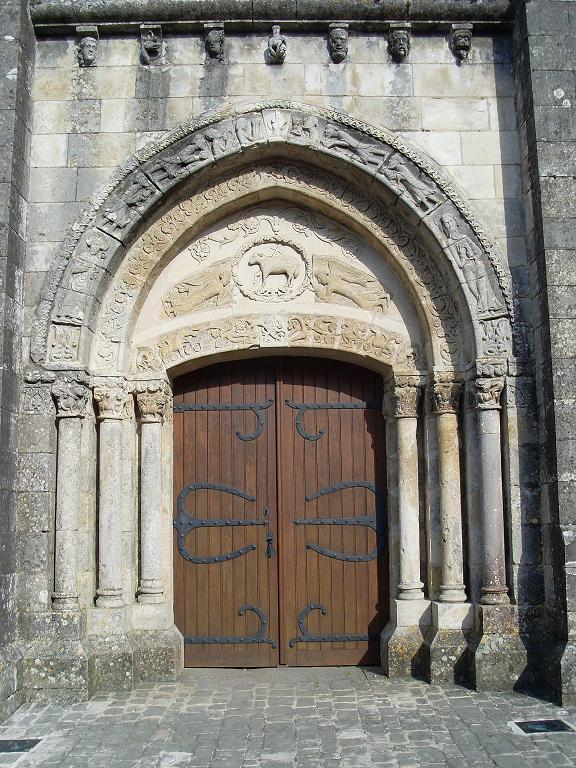
Portail de l'église.

### Patrimoine civil

#### Oppidum d'Embournet
L'oppidum situé près du hameau d'Embournet, au sommet d'une élévation serait de forme quadrangulaire. Un talus de faible hauteur est encore visible au sud-est. Le site, aujourd'hui boisé, pourrait avoir été un camp romain.

#### Château de Juyers
Le château de Juyers  45° 58′ 55″ N, 0° 25′ 39″ E est bien visible et date du XVe siècle. Il est composé, autour d'une cour, d'un logis avec rez-de-chaussée, étage et étage de comble percé de quatre lucarnes et d'un pavillon de deux étages à haute toiture couverte de tuiles plates et couronnée par deux girouettes. Le logis est construit sur une cave voûtée en plein cintre. Les dépendances sont disposées sur trois côtés de la cour. Près de la rivière, deux tours arasées circulaires qui possèdent chacune une porte à traverse et des meurtrières et sont reliées par un mur forment avec les trois ailes des dépendances au nord-est un rectangle régulier. L'espace est aujourd'hui boisé.

#### Château de Champagne
Le château de Champagne 45° 59′ 33″ N, 0° 24′ 45″ E, dont les parties sont encore visibles, les corps de logis et l'enceinte, ont été construits vers la fin du XVe siècle. Le chatelet d'entrée carré, muni d'un pont-levis, existait encore vers 1885. Les douves étaient alimentées par l'Argent. L'un des corps de logis, flanqué de tours du XVe siècle a été remanié au XVIIe siècle.

#### Autres monuments
- Une maison à colombage près de la mairie, rue du Sénéchal.
- La sénéchalerie, le logis du Sénéchal qui a perdu de son caractère et la tour ronde (cadastre 1835, elle conserve néanmoins une porte chanfreinée et un arc en accolade, et une ouverture du XVe siècle sur une autre façade (6 rue Saint Michel).
- Le logis de Chantegrolle (anciennement hôtel ou maison Duvignaud), est un hôtel particulier du XVIIIe siècle agrémenté d'un parc. La bâtisse en forme de U dont les ailes donnent sur le parc et la base possède une façade côté rue, flanquée d'un double escalier droit, les toitures sont mansardées. Situé Grand-Rue, il forme un exemple d'architecture civile de cette époque en Charente.
- Les lavoirs :
  - le lavoir du bourg, rue du Lavoir, sur l'Argent, date du XIXe siècle. La charpente à couverture d'ardoise surmontée d'épis de faîtage en zinc est soutenue par dix poteaux en bois[47].
  - Le lavoir de la Mitonie, sur l'Or, est peut-être très ancien.
  - Le lavoir de Font-Prouilly, qui correspond à la fontaine Prouilly est situé le long d'un ruisseau. Il a été rénové au XXe siècle. Il est de forme hexagonale, couvert par une toiture de tuiles sur des poteaux en bois. Une table de travail a été conservée.
  - Le lavoir du canal de la Chenau, du XXe siècle situé au bord de la route le long du canal de la Chenau[48].
  - Le lavoir de la fontaine de la Ressource a été détruit comme celui de la fontaine de Juyers lors de sa transformation[49].

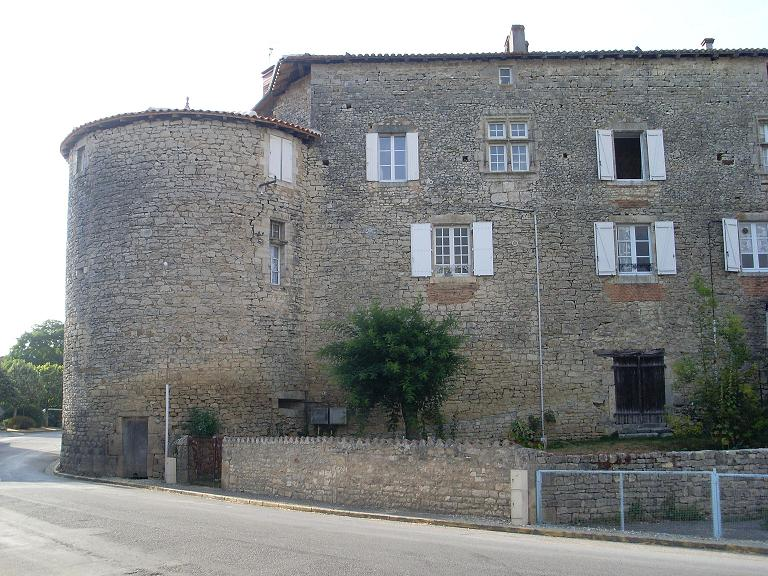
Le château.
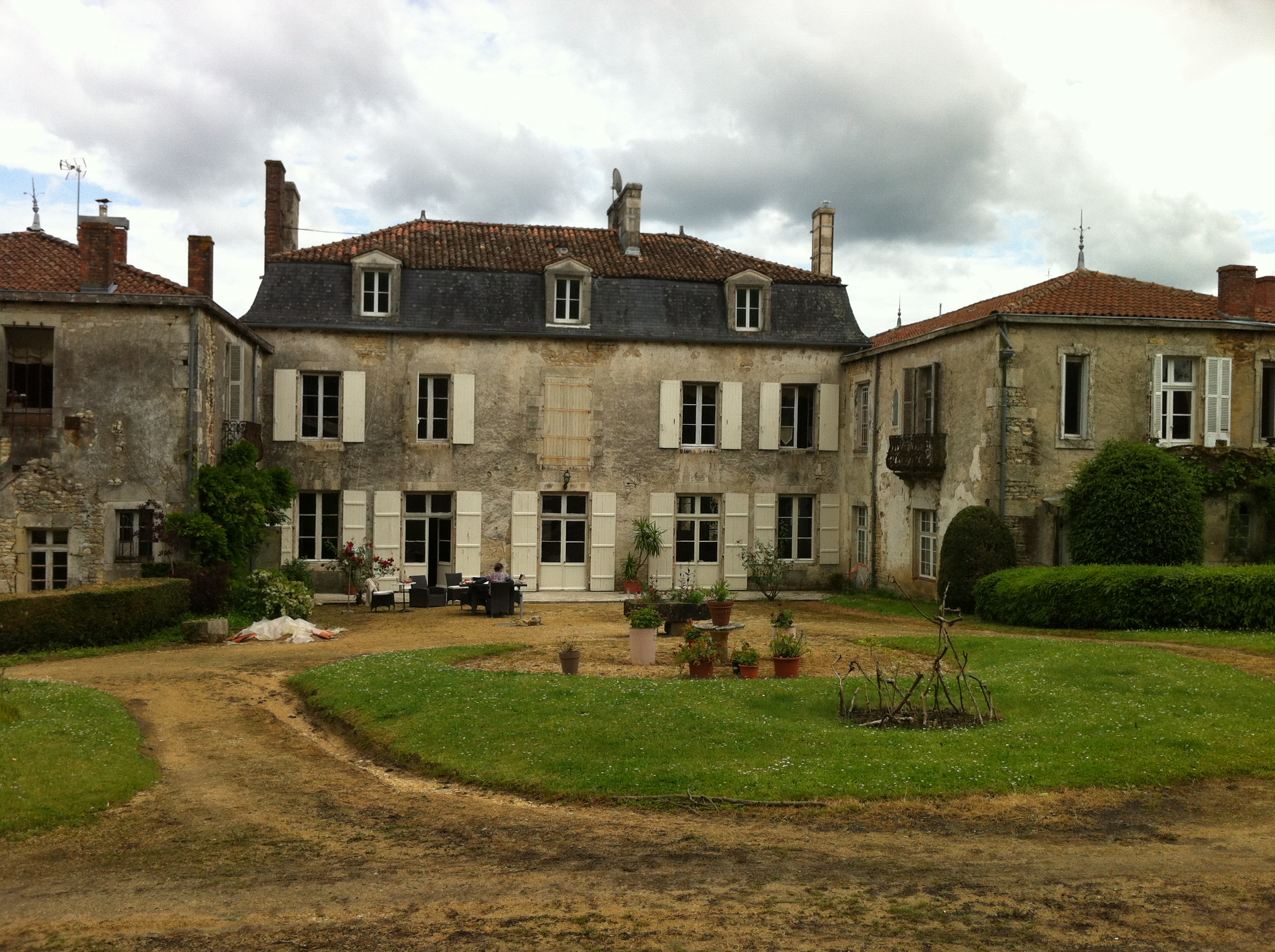
Le logis de Chantegrolle.
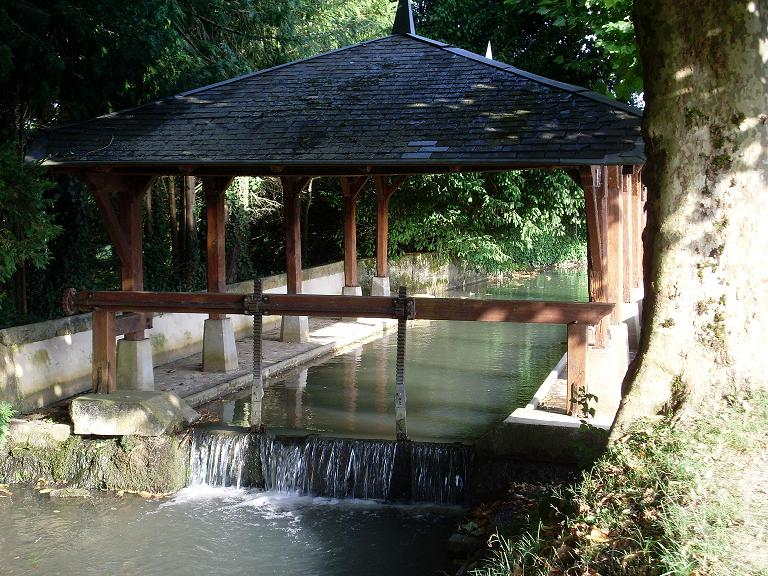
Le lavoir du bourg.
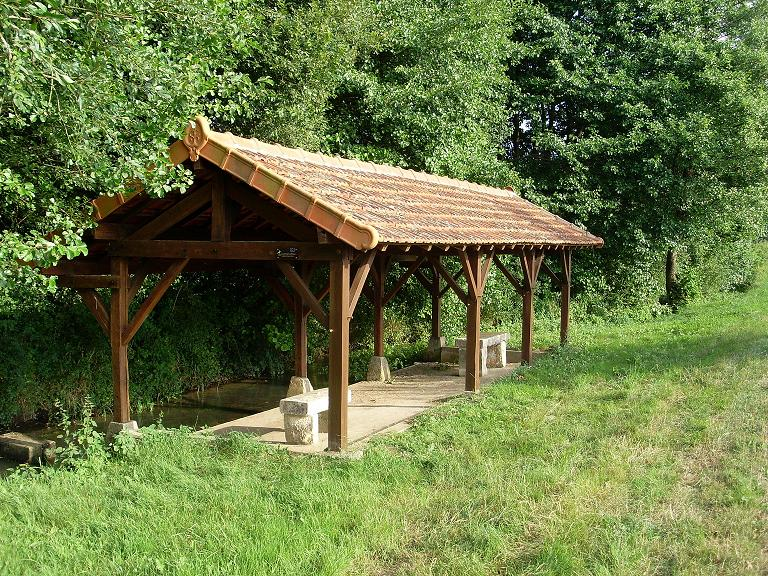
Le lavoir de la Chenau.
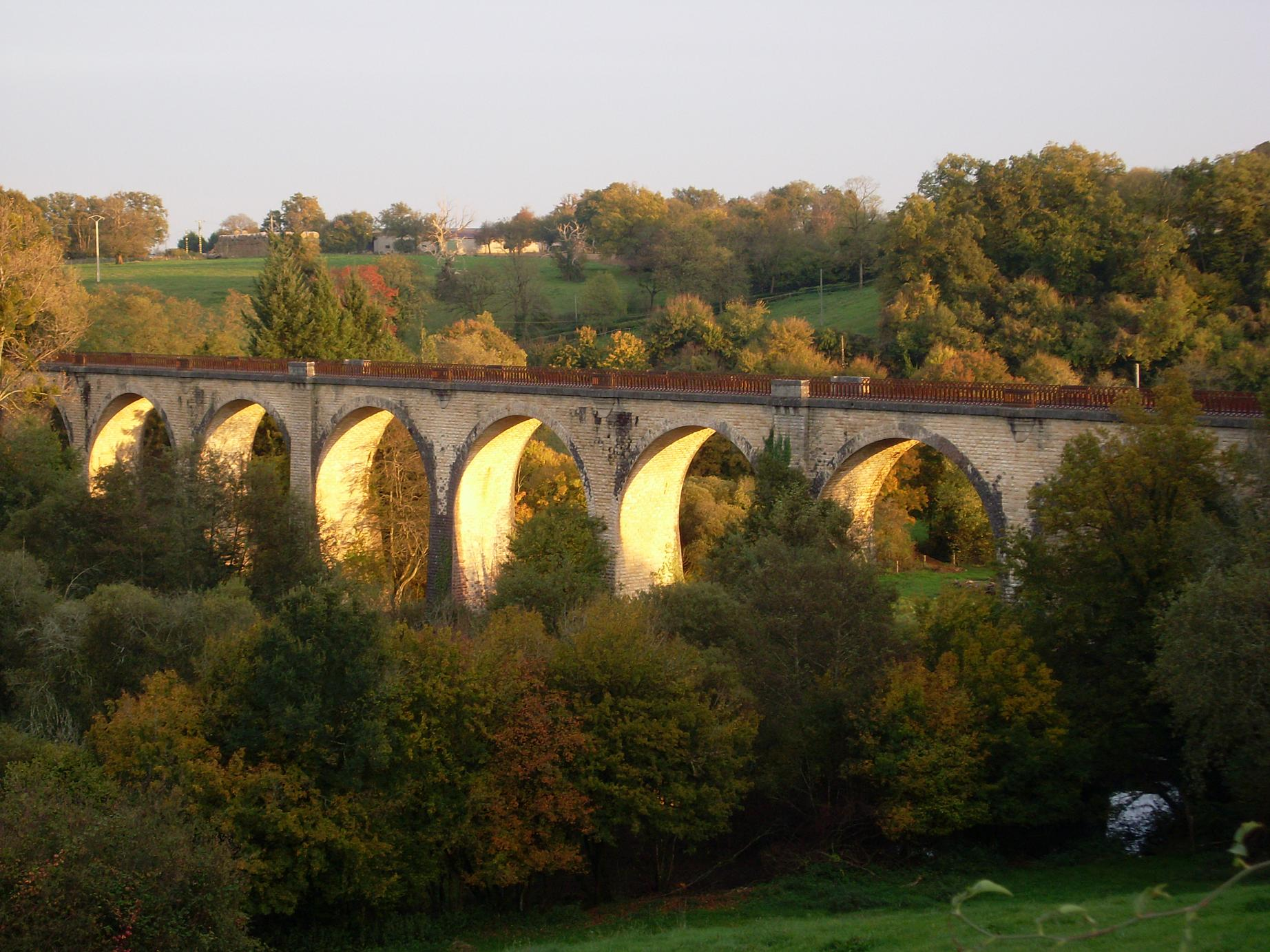
L'ancien viaduc ferroviaire de Saint-Gervais (ligne de Ruffec à Roumazières-Loubert) enjambant l'Argentor.

- Les moulins : 
  - le moulin Guitry sur l'Or anciennement dénommé moulin de Toulat ou reconstruit à son emplacement,
  - le moulin de la rue de la Chenau sur l'Argent;
  - le moulin Milgorget dont il ne reste que le logement,
  - le moulin de la Boissière,
  - le moulin-Robin et le moulin de Basset (disparu) sur l'Argenton,
  - le moulin de Vieux-Ruffec sur une déviation de l'Argentor[49].
- Les fours à pain : il existe plusieurs fours à pain, du XVIIIe siècle à la Chaise, du XIXe siècle chez Godin, du XXe siècle aux Mérigeauds et des fours à chaux de 1932 à la Ressource[49].
- Les ponts : dix ponts sont recensés, dont cinq datent du XIXe siècle (ou ont été reconstruits au XIXe siècle) et cinq du XXe siècle.

### Patrimoine environnemental
De nombreux sentiers de randonnée sont entièrement balisés et permettent d'apprécier les vallées de l'Argent et de l'Or, les escarpements calcaires creusés par celles-ci et la végétation luxuriante à la belle saison.
Les topoguides sont en vente en mairie ainsi qu'à la maison de la presse.
La commune entretient plusieurs parcs, parmi lesquels le Jardin vert, sur la rue du Maquis-Foch, ou le petit parc de l'église, attenant à la rue de la Vilatte.

## Personnalités liées à la commune
- Jean-Louis Dumas de Champvallier (1743-1796), député à l'Assemblée législative.
- Pierre Garnier de Laboissière (1754-1809), général de la Révolution française et sénateur du Premier Empire, fils d'André Garnier, seigneur de la Boissière, et père de Frédéric Garnier, 2e comte de la Boissière.
- Paul Mairat (homme politique et patron de presse), député et artisan du développement des Chemins de fer économiques des Charentes, fut conseiller général de Champagne-Mouton.
- Ira Einhorn, criminel américain en fuite, fut arrêté alors qu'il se cachait à Champagne-Mouton sous une fausse identité.
- Michel Bosc (compositeur) dont le roman Marie-Louise, L'Or et la Ressource  (ISBN 978-2-343-03669-4) se déroule en partie à Champagne-Mouton.
- Pierre Briquet (1917-1997), directeur général de l'École polytechnique, y est inhumé

## Héraldique
| Blason de Champagne-Mouton | Blason  | Parti burelé d'argent et d'azur, aux trois chevrons de gueules brochant sur le tout, et d'azur au chevron d'or accompagné de trois têtes de lion arrachées d'or, lampassées de gueules. |
| Blason de Champagne-Mouton | Détails | Sur documents Mairie, depuis 1995 au moins. |